# Giovanni Domenico D'Auria

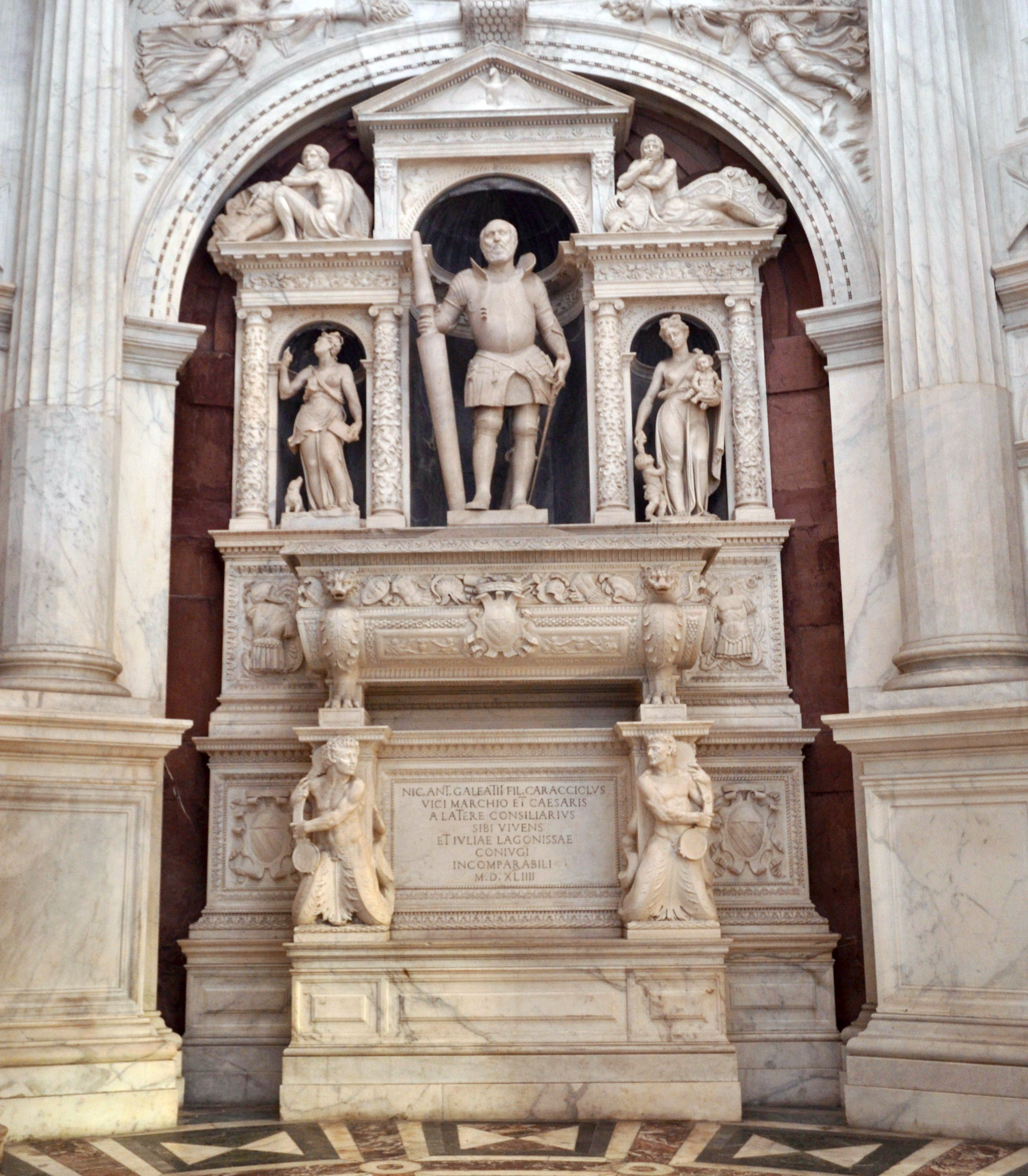
Giovanni Domenico D'Auria e Annibale Caccavello, Sepolcro a Nicolantonio Caracciolo, Cappella Caracciolo di Vico della Chiesa di San Giovanni a Carbonara

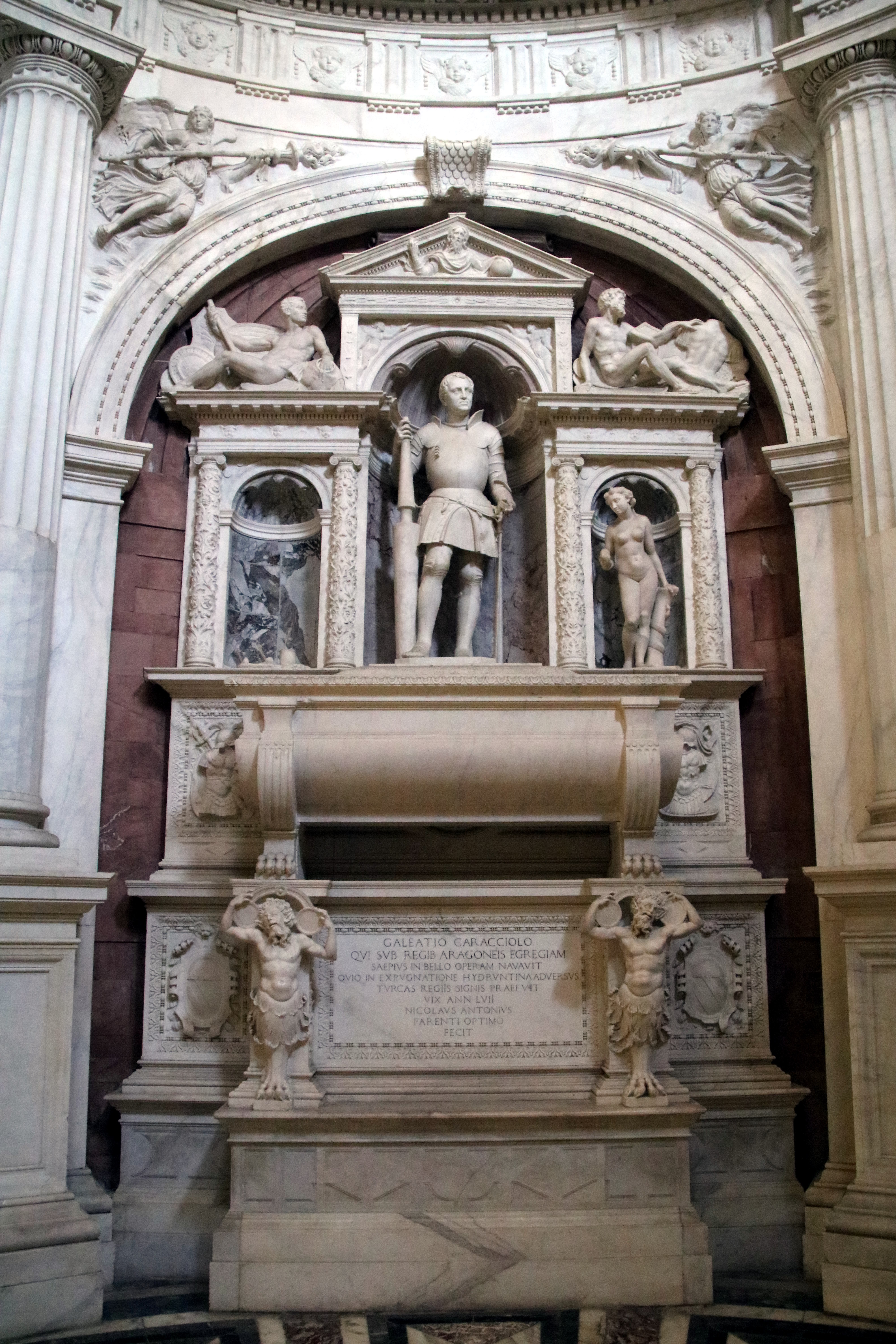
Annibale Caccavello e Giovanni Domenico D'Auria, Sepolcro di Galeazzo Caracciolo, 1557, Cappella Caracciolo di Vico, chiesa di San Giovanni in Carbonara Napoli

Giovanni Domenico D'Auria (... – 1573) fu uno scultore napoletano del XVI secolo, cresciuto alla scuola di Giovanni da Nola.

## Biografia
Proprio al suo maestro fu commissionato intorno al 1550 la realizzazione del sepolcro del viceré Pedro Álvarez de Toledo y Zuñiga e della viceregina Maria Ossorio Pimentel, situato nella chiesa di San Giacomo degli Spagnoli, ed a cui D'Auria contribuì insieme ad Annibale Caccavello.
D'Auria realizzò in carriera diversi monumenti sepolcrali per noti personaggi napoletani. Uno di questi è il sepolcro di Porzia Capece, nella chiesa di San Domenico Maggiore scolpito con Caccavello nel 1559, nello stesso edificio è conservato il suo sepolcro di Berardino Rota (1569-71), decorato con figure di Tevere ed Arno e simboli italiani e latini che lo stesso Rota adottava nelle sue poesie.
Inoltre nella chiesa dei SS. Severino e Sossio, nella cappella Sanseverino, collabora ai sepolcri dei tre fratelli Sanseverino, sempre sotto la guida di Giovanni da Nola (1539-45), con Caccavello e Antonio Tenerello. Nella cappella Gesualdo invece è posta una sua ancona marmorea con tema Pietà e i Santi Biagio e Antonio da Padova, a sinistra del presbiterio.
Dal Diario di Caccavello apprendiamo che lui e il D'Auria, che erano i due discepoli più noti del Nolano, crearono un sodalizio artistico che caratterizzò tutta la loro carriera e che si tramandò anche alle loro famiglie ed eredi.
Nella Chiesa di San Giovanni a Carbonara, e più in particolare nella cappella Caracciolo di Vico, D'Auria realizza sepolcri per Nicola Antonio e Galeazzo Caracciolo, ancora con Caccavello. Sempre in questa chiesa su loro disegno è edificata la Cappella Di Somma, di cui D'Auria realizza l'altare destro con parte inferiore del rilievo dell'Assunta.
Un suo rilievo che ha come la Madonna delle Grazie, scolpito con Caccavello, è conservato nella chiesa di San Pietro ad Aram.
Sempre in collaborazione col Caccavello, lavorò alla Fontana dei Quattro del Molo terminando le statue gigantesche iniziate dal loro maestro, che rappresentavano i quattro fiumi principali del mondo allora conosciuto (Tigri, Eufrate, Gange e Nilo), che circa un secolo dopo vennero asportate e spedite in Spagna dal viceré Pietro Antonio d'Aragona.
Un'altra opera del D'Auria è la scultura di San Rocco custodita nell'omonima chiesa di Catanzaro.